# 76 Dywizja Strzelecka (ZSRR)
76 Dywizja Strzelecka (ros. 76-я стрелковая дивизия) – związek taktyczny (dywizja piechoty) Armii Czerwonej, uczestniczyła m.in. w zdobyciu Berlina - stolicy III Rzeszy.
Sformowana podczas II wojny światowej dnia 9 grudnia 1941. Walczyła z wojskami niemieckimi na Ukrainie, utrzymywała pozycje nad rzeką Doniec. Jesienią tj. 23 listopada 1942 została przekształcona w gwardyjską z numerem 51.
Drugie formowanie 76 Dywizji Strzeleckiej (76 DS) nastąpiło w 1943, na bazie 87 Brygady Strzeleckiej. Dywizja dowodzona przez gen. mjra Andrieja Gierwasijewa razem z oddziałami ludowego Wojska Polskiego uczestniczyła w bitwie o Bydgoszcz. Zdobycie miasta spowodowało zakończenie 27 stycznia 1945 panowania reżimu III Rzeszy w Bydgoszczy i okolicy.
Szlak bojowy w walce z armiami reżimu III Rzeszy 76 DS prowadził z rejonu Wiaźmy przez Orszę, Łuck, Kowel, Włodawę, Białą Podlaską, Garwolin, Warszawę, Nieporęt, Twierdzę Modlin, Płock, Bydgoszcz, Wałcz i Gryfino, a zakończył się zdobyciem Berlina. W czasie walk o stolicę III Rzeszy 76 DS wchodziła w skład 125 Korpusu Strzeleckiego.

## Dowódcy dywizji
- Walenty Pieńkowski (01.05.1942 - 05.08.1942)
- Amajak Babajan (01.04.1943 - 30.09.1943)
- płk Zachary Wydrigan (19.09.1943 - 07.07.1944)
- gen. mjr Andriej Gierwasijew[1] (07.07.1944 - 31.05.1945)[2].